# Maresme
Il Maresme è una delle 41 comarche della Catalogna, con una popolazione di 398.502 abitanti; suo capoluogo è Mataró.

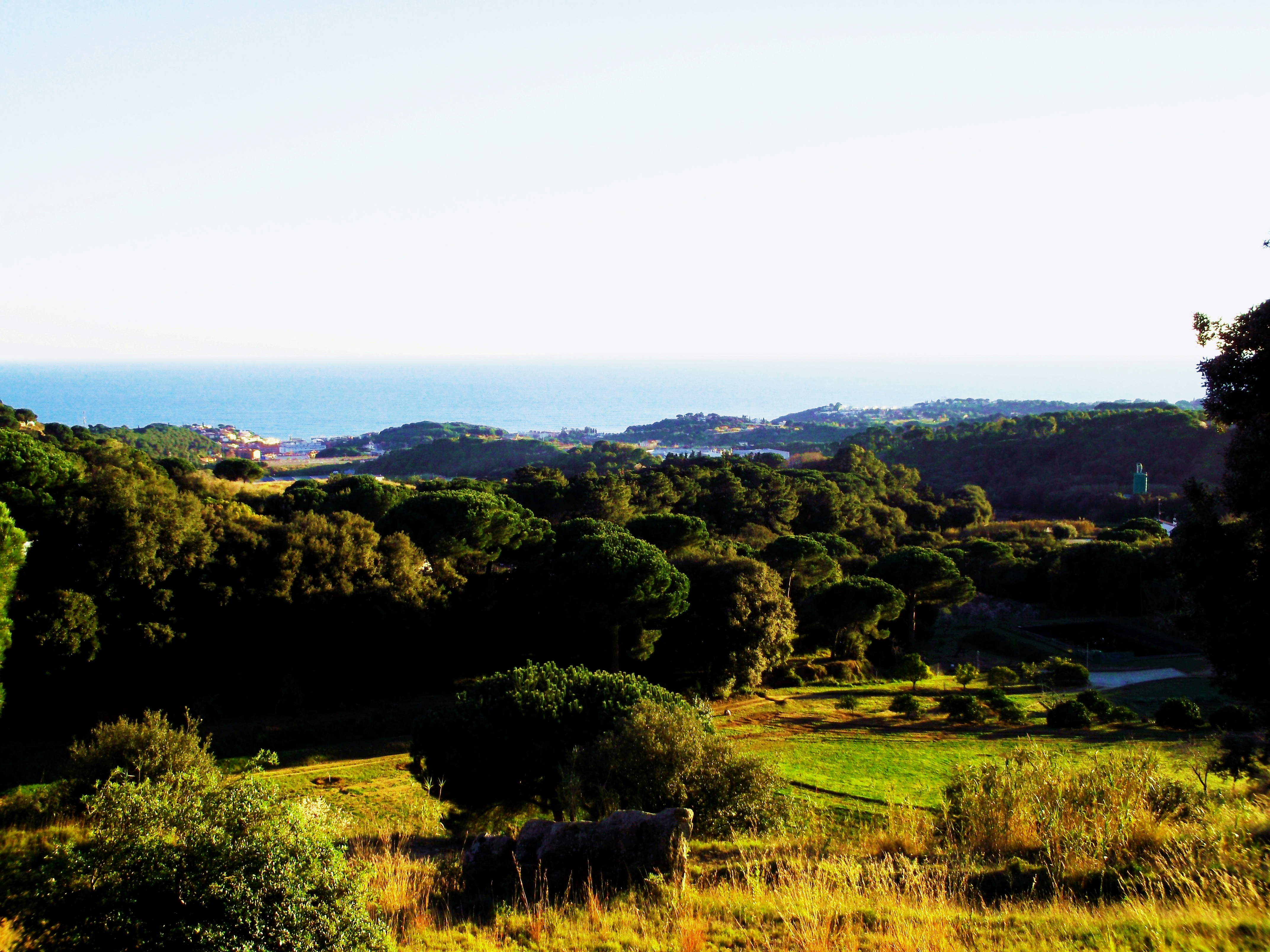
Canet des de els Tarongers

Amministrativamente fa parte della provincia di Barcellona, che comprende 11 comarche.

## Lista dei comuni del Maresme
| città                     | superficie | popolazione | densità           |
| ------------------------- | ---------- | ----------- | ----------------- |
| Alella                    | 9,59 km²   | 8.847 ab.   | 921,82 ab./km²    |
| Arenys de Mar             | 6,87 km²   | 14.431 ab.  | 2.017,5 ab./km²   |
| Arenys de Munt            | 22,05 km²  | 6.977 ab.   | 337,72 ab./km²    |
| Argentona                 | 25,40 km²  | 10.403 ab.  | 409,57 ab./km²    |
| Cabrera de Mar            | 9 km²      | 3.869 ab.   | 444,43 ab./km²    |
| Cabrils                   | 7,10 km²   | 5.703 ab.   | 884,7 ab./km²     |
| Caldes d'Estrac           | 0,90 km²   | 2.310 ab.   | 2.720,00 ab./km²  |
| Calella                   | 8,01 km²   | 15.400 ab.  | 1.998,50 ab./km²  |
| Canet de Mar              | 5,56 km²   | 13.722 ab.  | 2.235,4 ab./km²   |
| Dosrius                   | 40,73 km²  | 3.762 ab.   | 92,36 ab./km²     |
| El Masnou                 | 3,44 km²   | 21.196 ab.  | 6.161,63 hab./km² |
| Malgrat de Mar            | 8,92 km²   | 15.614 ab.  | 1.811,88 ab./km²  |
| Mataró                    | 22,53 km²  | 116.698 ab. | 5.064,98 ab./km²  |
| Montgat                   | 295 km²    | 8.844 ab.   | 2.997,97 ab./km²  |
| Òrrius                    | 5,66 km²   | 330 ab.     | 58,30 ab./km²     |
| Palafolls                 | 16,47 km²  | 6.631 ab.   | 402,61 ab./km²    |
| Pineda de Mar             | 10,77 km²  | 23.539 ab.  | 2.185,61 ab./km²  |
| Premià de Dalt            | 6,50 km²   | 9.543 ab.   | 1.468,15 ab./km²  |
| Premià de Mar             | 2,12 km²   | 27.464 ab.  | 12.954,72 ab./km² |
| Sant Andreu de Llavaneres | 11,84 km²  | 8.707 ab.   | 735,39 ab./km²    |
| Sant Cebrià de Vallalta   | 15,67 km²  | 2.343 ab.   | 149,62 ab./km²    |
| Sant Iscle de Vallalta    | 17,77 km²  | 1.016 ab.   | 57,18 ab./km²     |
| Sant Pol de Mar           | 7,51 km²   | 4.464 ab.   | 594,41 ab./km²    |
| Sant Vicenç de Montalt    | 8,10 km²   | 4.549 ab.   | 561,60 ab./km²    |
| Santa Susanna             | 12,68 km²  | 2.681 ab.   | 211,44 ab./km²    |
| Teià                      | 6,63 km²   | 5.751 ab.   | 867,42 ab./km²    |
| Tiana                     | 7,96 km²   | 6.789 ab.   | 852,89 ab./km²    |
| Tordera                   | 84,08 km²  | 11.719 ab.  | 139,38 ab./km²    |
| Vilassar de Dalt          | 8,87 km²   | 7.902 ab.   | 890,87 ab./km²    |
| Vilassar de Mar           | 4,01 km²   | 18.558 ab.  | 4.627,93 ab./km²  |